# Rapsodie pour orchestre et saxophone
La Rapsodie pour orchestre et saxophone est une œuvre de Claude Debussy destinée au saxophone, composée entre 1901 et 1911.

## Présentation
En 1901, la mécène et saxophoniste Elise Hall commande une partition pour son instrument à Claude Debussy, par l'intermédiaire du hautboïste français de l'Orchestre symphonique de Boston Georges Longy. L’œuvre changera plusieurs fois de titre : fantaisie, rapsodie orientale, arabe, puis mauresque. Debussy y travaille principalement entre mai et juillet 1903 mais ne livrera finalement qu'une particelle manuscrite inachevée (sous le titre « Esquisse d'une "Rapsodie mauresque" pour orchestre et saxophone principal »), à laquelle manquent 22 mesures d'accompagnement. 
Après la mort du compositeur, c'est son ami Jean Roger-Ducasse qui met au point la version finale de la pièce et en réalise l'instrumentation définitive en 1919,. 
L'œuvre est créée sous cette forme de rhapsodie pour orchestre avec saxophone alto obligé le 14 mai 1919 à la salle Gaveau, lors d'un concert de la Société nationale de musique, par Pierre Mayeur au saxophone, sous la direction d'André Caplet,. 
La pièce est composée d'un seul mouvement, d'environ dix minutes, et constitue l'un des piliers du répertoire du saxophone. 
Dans le catalogue des œuvres du compositeur établi par le musicologue François Lesure, la Rapsodie porte le numéro L 104 (98). 

## Instrumentation
L'accompagnement est écrit pour orchestre symphonique :
| Instrumentation de la Rapsodie pour saxophone et orchestre           |
| Bois                                                                 |
| 3 flûtes, 2 hautbois, 1 cor anglais, 2 clarinettes, 2 bassons        |
| Cuivres                                                              |
| 4 cors, 2 trompettes, 3 trombones, 1 tuba                            |
| Percussions                                                          |
| timbales, triangle, tambour de basque, cymbale                       |
| Claviers / cordes pincées                                            |
| harpe                                                                |
| Cordes                                                               |
| premiers violons, seconds violons, altos, violoncelles, contrebasses |

## Discographie
- Claude Debussy : The Complete Works, CD 15, par John Harle (saxophone) et l'Academy of Saint Martin in the Fields, Neville Marriner (dir.), Warner Classics 0190295736750, 2018[6].
- Debussy : Nocturnes, Printemps, Rapsodie pour saxophone et orchestre, Danses sacrée et profane, Claude Delangle (sax.), Orchestre symphonique de Singapour, Lan Shui (dir.), BIS records 2232, 2019[7].
- Debussy : Complete Orchestral Works, CD 9, par Alexandre Doisy (sax.) et l'Orchestre national de Lyon, Jun Märkl (dir.), Naxos 8.509002, 2012[8].

### Éditions
- Claude Debussy, Rapsodie pour orchestre et saxophone, Durand, 1919 (lire en ligne).
- Claude Debussy (préf. Ernst-Günter Heinemann), Rhapsodie pour saxophone alto et orchestre, G. Henle Verlag, coll. « Urtext », 2010 (ISMN 979-0-2018-0989-2, présentation en ligne, lire en ligne).

### Ouvrages généraux
- François-René Tranchefort, « Claude Debussy », dans François-René Tranchefort (dir.), Guide de la musique symphonique, Paris, Fayard, coll. « Les Indispensables de la musique », 1986, 896 p. (ISBN 2-213-01638-0), p. 197–211.
- François-René Tranchefort, « Claude Debussy », dans François-René Tranchefort (dir.), Guide de la musique de chambre, Paris, Fayard, coll. « Les Indispensables de la musique », 1989, 995 p. (ISBN 2-213-02403-0), p. 261–265.

### Articles
- (en) James R. Noyes, « Debussy's Rapsodie pour orchestre et saxophone Revisited », The Musical Quarterly, vol. 90, nos 3/4,‎ 2007, p. 416–445 (lire en ligne).

### Monographies
- François Lesure, Claude Debussy, Paris, Fayard, 2003, 614 p. (ISBN 2-213-61619-1).